# 파일럿 검토 전략
파일럿 검토 전략(pilot study strategy)은 새로운 시스템을 한 부서나 운영단위 등 조직의 일부 영역에만 도입하는 것이다. 파일럿 버전이 완벽하고 순조롭게 작동되면, 조직의 나머지 영역에 동시 또는 순차적으로 새로운 시스템을 도입한다.